# درويشي (شنبة)
درویشي (بالفارسية: درویشی) هي قرية تقع في إيران في قسم شنبة الريفي. يقدر عدد سكانها بـ 426 نسمة بحسب إحصاء 2016.